# Acroporium rhaphidostegioides
Acroporium rhaphidostegioides är en bladmossart som beskrevs av Hugh Neville Dixon 1934. Acroporium rhaphidostegioides ingår i släktet Acroporium och familjen Sematophyllaceae. Inga underarter finns listade i Catalogue of Life.